# Antheraea
Antheraea är ett släkte av fjärilar. Antheraea ingår i familjen påfågelsspinnare.

## Dottertaxa tillAntheraea, i alfabetisk ordning[1]
- Antheraea adamtziki
- Antheraea albida
- Antheraea andamana
- Antheraea assama
- Antheraea assamensis
- Antheraea aurelia
- Antheraea bergmani
- Antheraea biedermanni
- Antheraea bignaulti
- Antheraea billitonensis
- Antheraea bonhourei
- Antheraea borneensis
- Antheraea brunnea
- Antheraea buruensis
- Antheraea calida
- Antheraea castanea
- Antheraea celebensis
- Antheraea ceramensis
- Antheraea chengtuana
- Antheraea cingalesa
- Antheraea cinnamomea
- Antheraea columbiana
- Antheraea compta
- Antheraea confuci
- Antheraea confusa
- Antheraea constans
- Antheraea cordifolia
- Antheraea delegata
- Antheraea diehli
- Antheraea fantoni
- Antheraea fasciata
- Antheraea fenestra
- Antheraea fentoni
- Antheraea fickei
- Antheraea flava
- Antheraea formosana
- Antheraea francki
- Antheraea fraterna
- Antheraea frithi
- Antheraea fumosus
- Antheraea fusca
- Antheraea gazella
- Antheraea gephyra
- Antheraea godmani
- Antheraea gschwandneri
- Antheraea hartii
- Antheraea hazina
- Antheraea helferi
- Antheraea imperator
- Antheraea ingenscarolinianaoculata
- Antheraea insularis
- Antheraea intermedia
- Antheraea inversa
- Antheraea jana
- Antheraea javanensis
- Antheraea kausalia
- Antheraea kirbyi
- Antheraea knyvetti
- Antheraea kolisurra
- Antheraea korintjiana
- Antheraea lampei
- Antheraea larissa
- Antheraea larissoides
- Antheraea lugubris
- Antheraea lutea
- Antheraea melaina
- Antheraea mexicana
- Antheraea mezankooria
- Antheraea mezops
- Antheraea minahassae
- Antheraea montezuma
- Antheraea moorei
- Antheraea morosa
- Antheraea moultoni
- Antheraea mowisia
- Antheraea mylitta
- Antheraea mylittoides
- Antheraea nebulosa
- Antheraea nigra
- Antheraea nigrescens
- Antheraea ochripicta
- Antheraea oculea
- Antheraea olivacea
- Antheraea olivescens
- Antheraea ornata
- Antheraea ornatrix
- Antheraea paphia
- Antheraea pasteuri
- Antheraea pedunculata
- Antheraea pernyama
- Antheraea pernyi
- Antheraea perottetii
- Antheraea platessa
- Antheraea polyphemus
- Antheraea pratti
- Antheraea prelarissa
- Antheraea pulchra
- Antheraea raffrayi
- Antheraea rhythmica
- Antheraea ridlyi
- Antheraea roylei
- Antheraea rubiginea
- Antheraea rumphii
- Antheraea salthi
- Antheraea semperi
- Antheraea sergestus
- Antheraea subcaeca
- Antheraea subvelata
- Antheraea sumatrana
- Antheraea superba
- Antheraea surakarta
- Antheraea titan
- Antheraea tonkinensis
- Antheraea tusseh
- Antheraea ussuriensis
- Antheraea versicolor
- Antheraea wilfriedi
- Antheraea vinacea
- Antheraea yamamai
- Antheraea yoshimotoi
- Antheraea youngi

## Bildgalleri

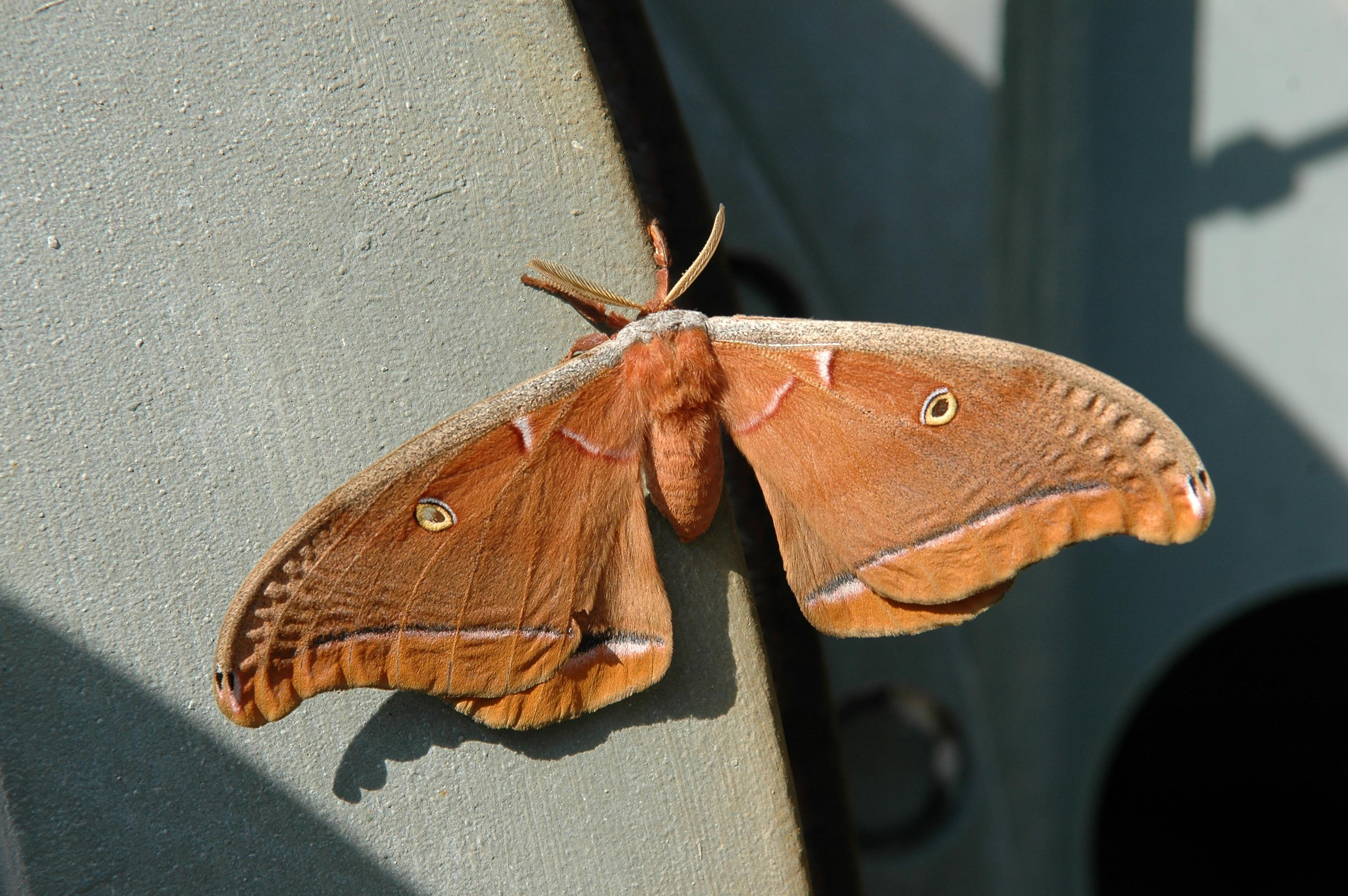
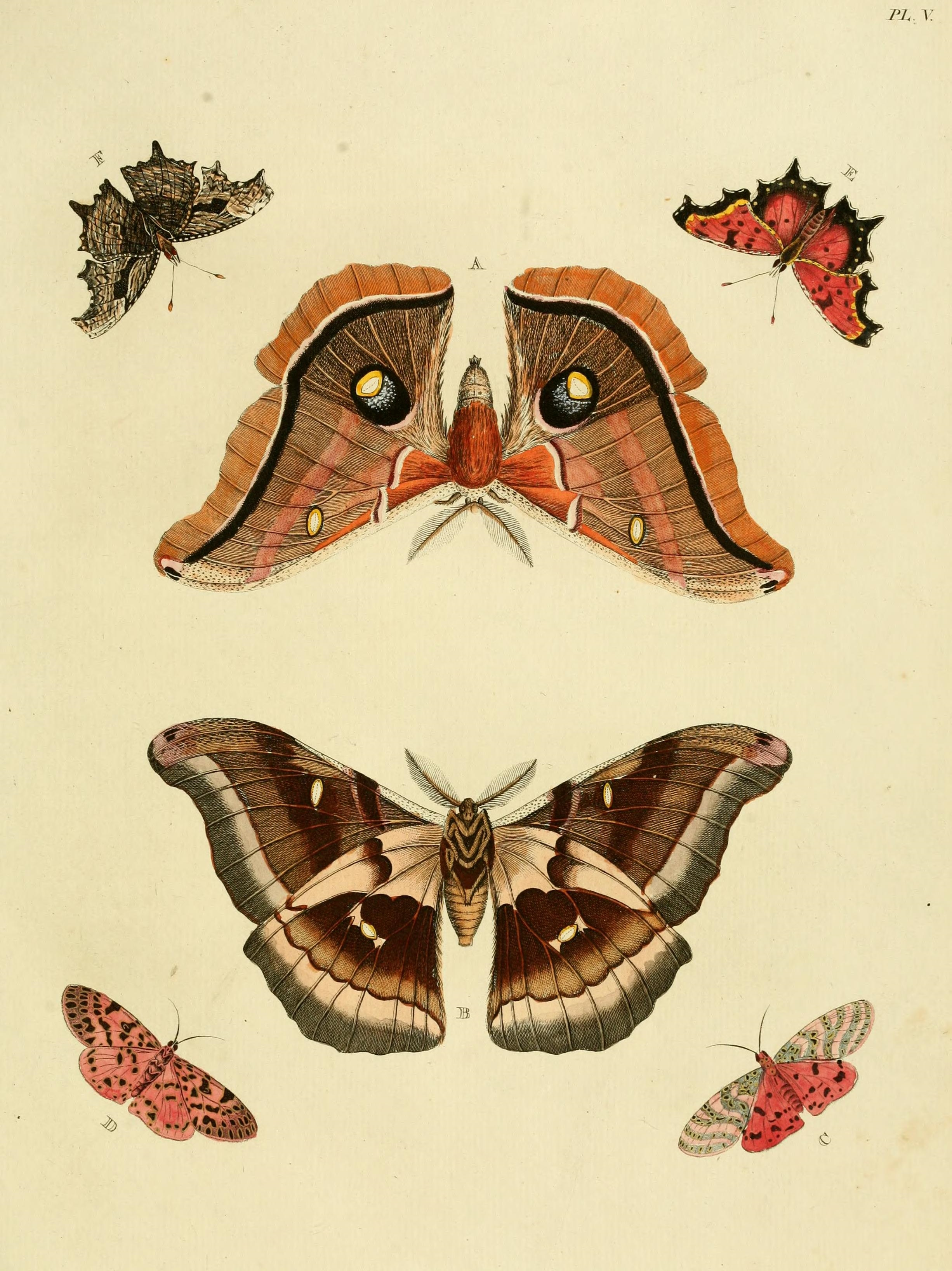
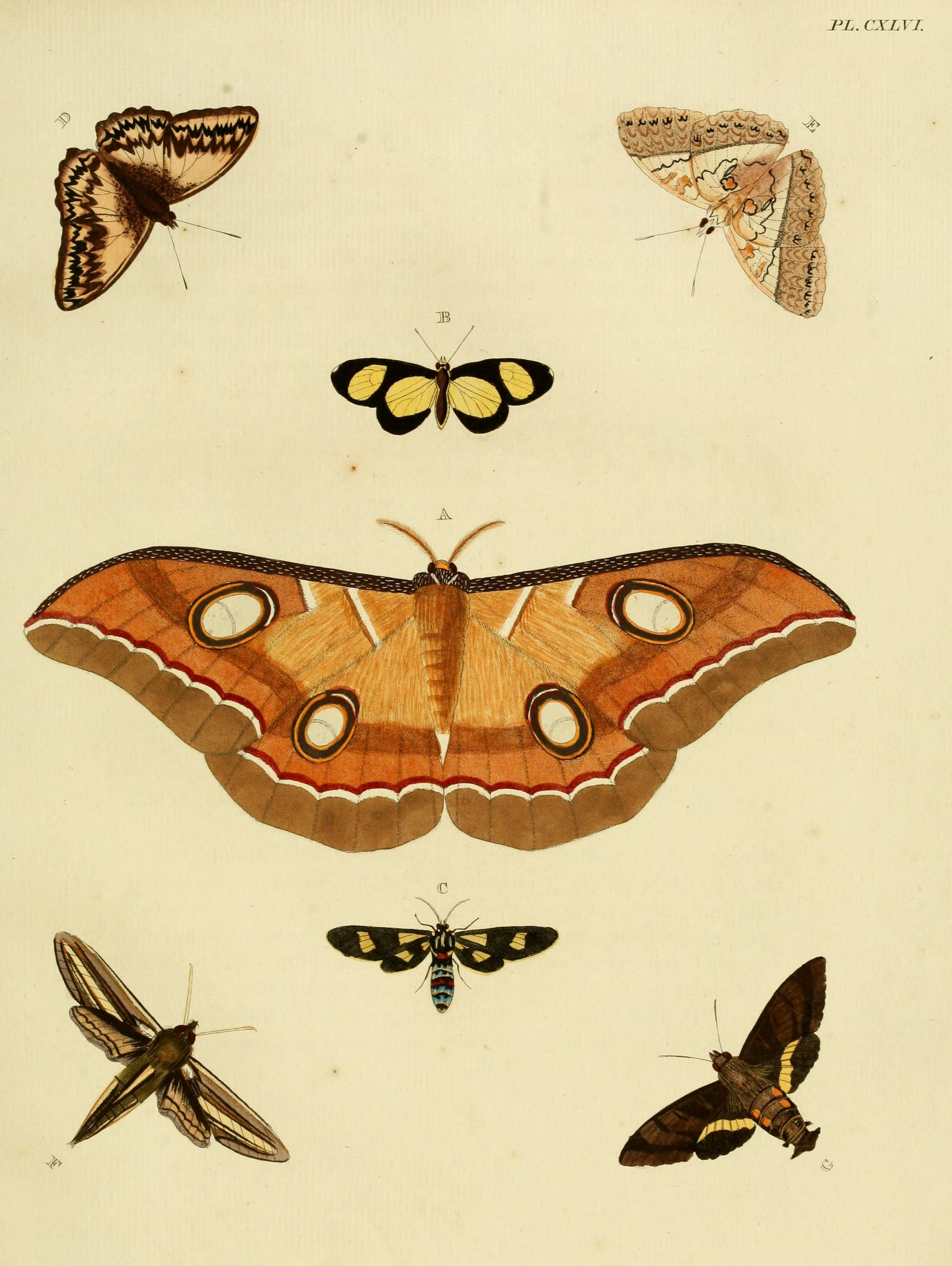
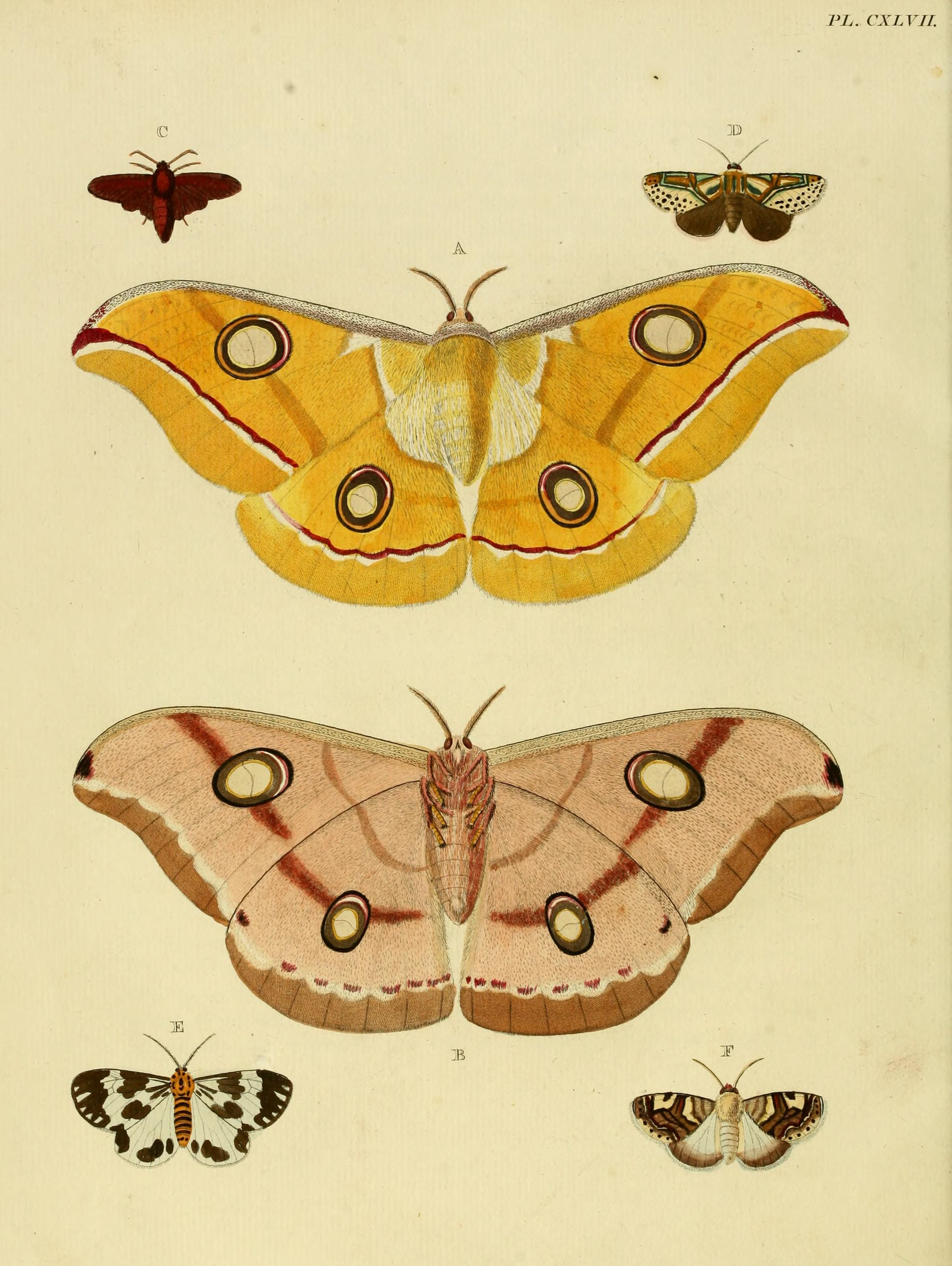
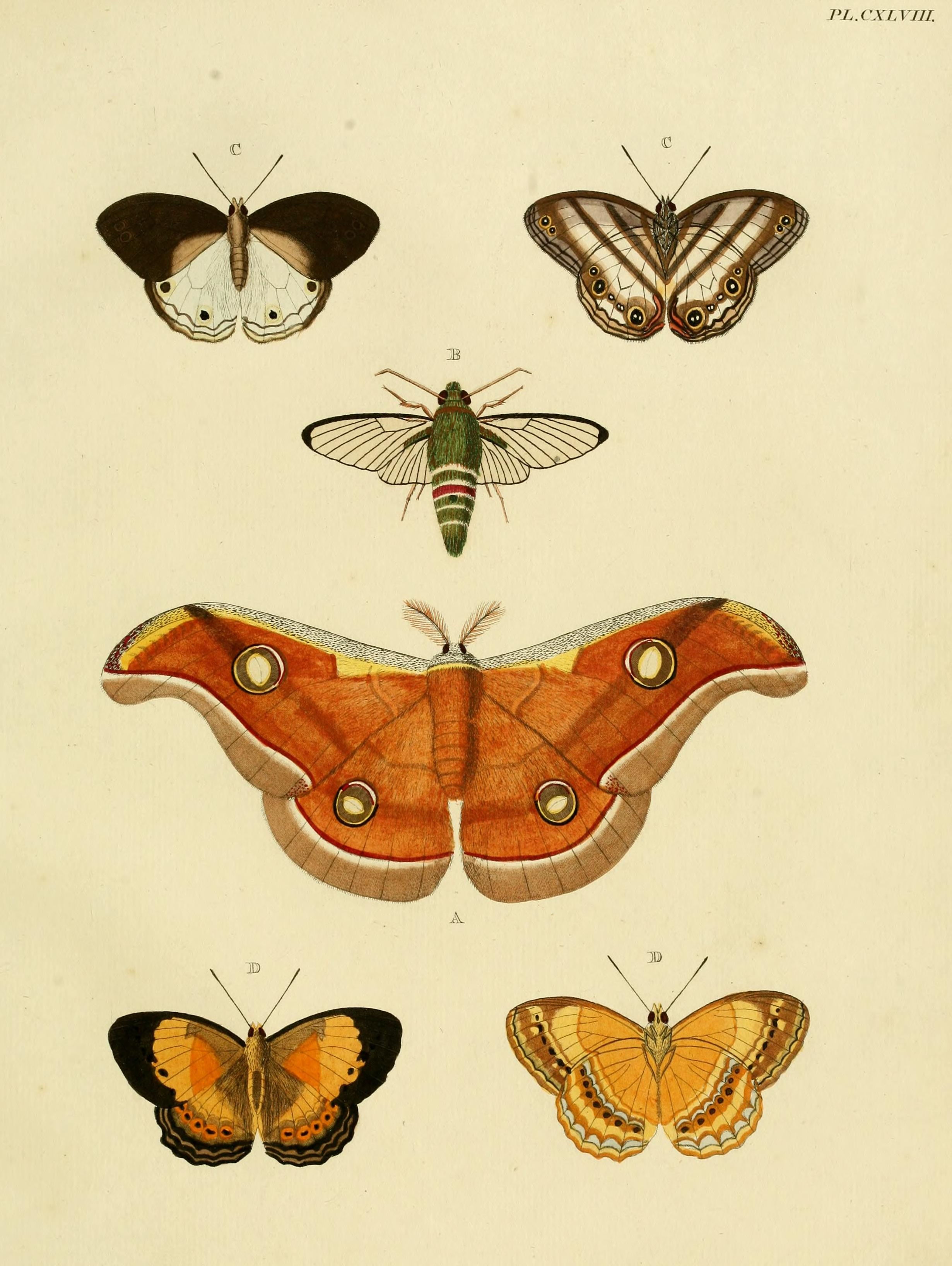
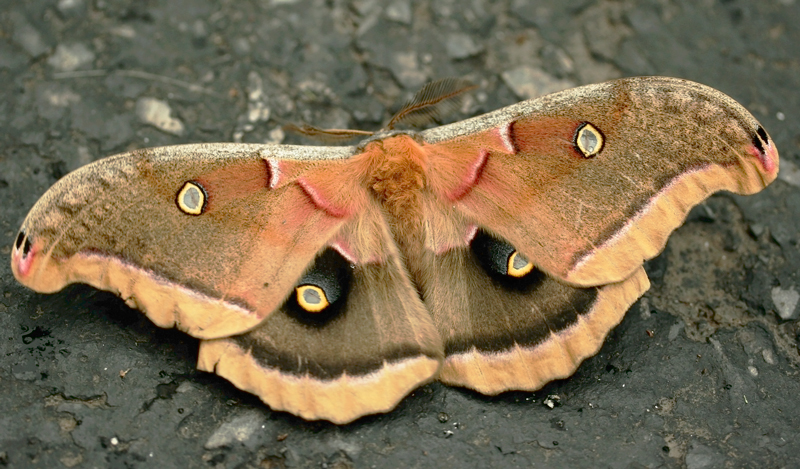